# كيتي كوبر
كيتي كوبر (بالإنجليزية: Kitty Cooper)‏ هي لاعبة الجسر ‏ أمريكية، ولدت في 1950.